# Diradops tamaska
Diradops tamaska là một loài tò vò trong họ Ichneumonidae.